# Bessy
Bessy é uma comuna francesa na região administrativa de Grande Leste, no departamento de Aube. Estende-se por uma área de 7,03 km². Em 2010 a comuna tinha 137 habitantes (densidade: 19,5 hab./km²).